# アペレス

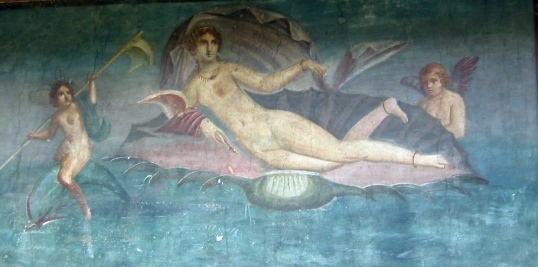
ポンペイのこの壁画は、アウグストゥスがローマに持ち出した、アペレスの『海から上がるヴィーナス』を基に描かれたものと信じられている。

コス島のアペレス（古希: Ἀπελλῆς, Apelles）は、古代ギリシアの有名な画家。アペレスについての情報のほとんどは、大プリニウスが書いた『博物誌』（35.36.79-97など）に負っている。大プリニウスはアペレスを、その前にも後にも並ぶ相手のない画家だと評価している。さらに、アペレスがアレクサンドロス3世（大王）の肖像画を描いたことから、アペレスの活動時期を、第112回オリンピアード（紀元前332年 - 329年）と見なしている。

## 生涯
アペレスはイオニアのコロフォン出身ではないかと思われる。エフェソスのエポロスの下で修行し、名声を得た後、シキュオンのパンピリオスの弟子になった（N.H. 35.36.75）。それでアペレスは、ドーリアの力強さとイオニアの優雅さを結びつけることができたわけである。マケドニア王国のピリッポス2世の宮廷に招かれ、宮廷画家として認められ、その成功の証として、ピリッポス2世やその息子アレクサンドロス（後の大王）を描いた。アペレスの描いた、雷を抱えたアレクサンドロスの絵は、リュシッポスの、槍を持ったアレクサンドロスの彫刻と双璧を成すと言われている。
大プリニウスの『博物誌』の中で、アペレスの似顔絵の見事さは、アペレスとプトレマイオス1世にまつわる話の最大の見せ場で語られる。2人はまだ将軍だった頃のアレクサンドロスの随員同士だった（アレクサンドロスはその頃アペレスを嫌っていた）。それから長い時が経ち（アレクサンドロスの死後）、旅をしていたアペレスは、嵐に遭って、やむなくエジプト王国に上陸するが、その王国を統治していたのがプトレマイオス1世だった。プトレマイオス1世の道化師が、アペレスをプトレマイオス1世との正餐に招待した。しかしそれは嘘の招待だった。道化師はアペレスのライバルに買収されていたのだった。呼びもしないアペレスの訪問にプトレマイオス1世は激怒して、誰がアペレスを招待したのか、アペレスに尋ねた。アペレスは暖炉から炭を一つ取ると、壁にその人物の似顔絵を描きだした。その最初の一筆で、プトレマイオス1世は、道化師が犯人だとわかったということである。
アペレスはアレクサンドロス大王の愛妾の1人カンパスペをスケッチしていて、彼女に恋をしてしまった。アレクサンドロスは偉大な画家への敬意として、彼女をアペレスに贈った、という逸話もある。

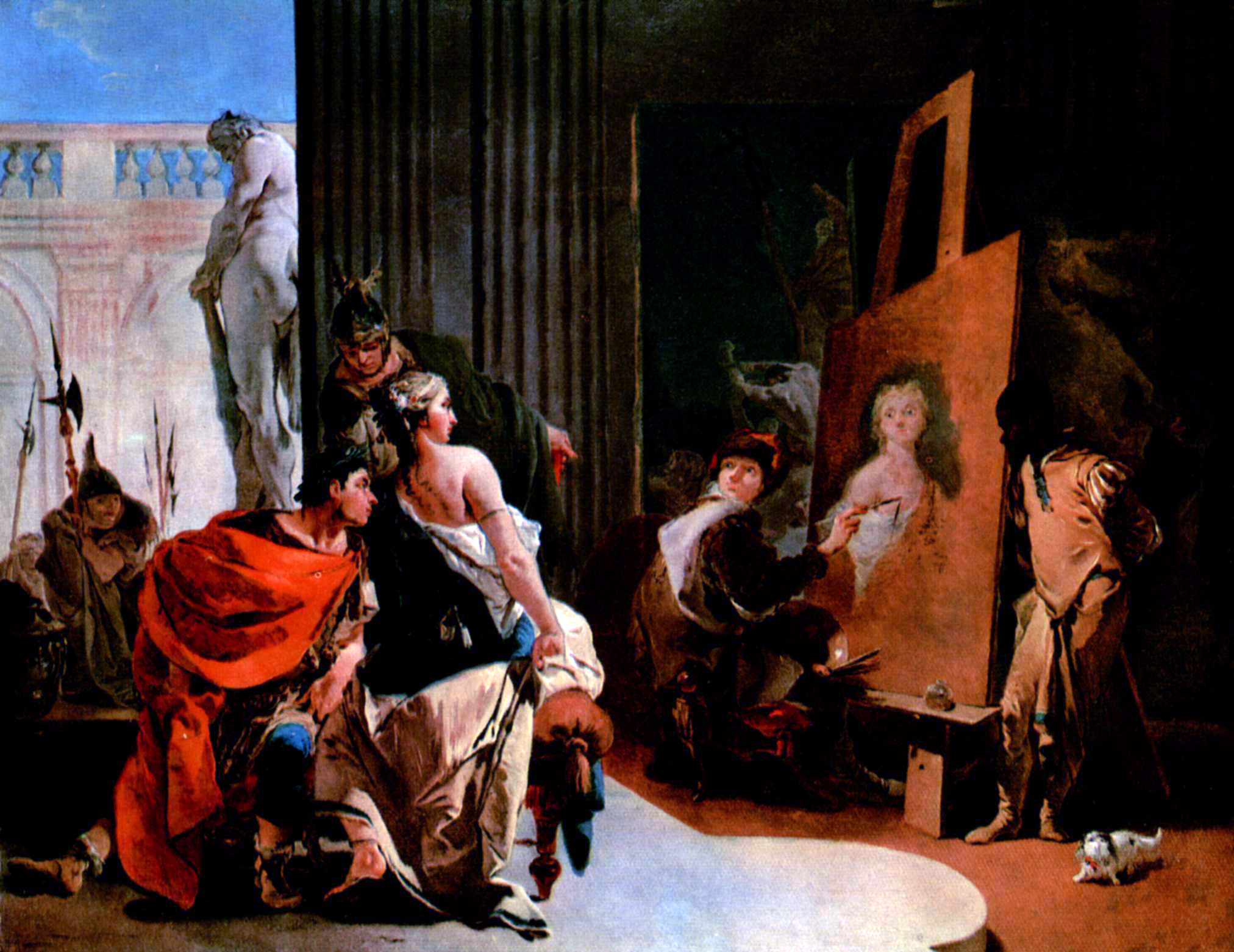
ジョヴァンニ・バッティスタ・ティエポロ画『アペレスの工房のアレキサンダー大王とカンパスペ』。

画家のプロトゲネスはアペレスの同時代人だが、その実力はアペレスも認めていた。大プリニウスの『博物誌』に、1世紀のヘレニズムの鑑定家の間で広まった逸話が記録されている。アペレスは名前だけは知っているプロトゲネスと顔見知りになりたくて、プロゲネスの家のあるロドス島まで旅をした。プロトゲネスの工房に着いて、そこにいた召使いの老婆に聞いたら、プトロゲネスは留守だと言う。誰が来たのかプロトゲネスに伝えますからと、老婆に名前を聞かれたが、アペレスは返事をせず、工房を見回し、画架の上のパネルを見付けた。プロトゲネスが絵を描くために準備していたものだが、アペレスはおもむろにパネルのところに行くと、絵筆を取り、老婆に「私が来たと言いなさい」とだけ言って、パネルにきれいなカラーの直線を描き、工房を後にした。プロトゲネスが帰宅して、老婆から何があったのか知らされた。プロトゲネスはパネルに描かれた線を見て、即座に訪問客が誰かを理解した。こんな完璧な線を描けるのはアペレスしかいない、と。しかし、プロトゲネスは別の色で線を引き、老婆に「もう一度来たらこれを見せなさい」と言うと、また工房を出て行った。再びアペレスが訪問して、プロトゲネスの描いた線を見た。アペレスはもっときれいな線を描けばよかったと恥じ、2本の線の間に、また別の色で線を引いた。これ以上の名人芸はない直線を。それを見て、プロトゲネスは素直に自分の負けを認め、アペレスを探しに行き、そして、2人はめでたく対面したということである。
大プリニウスはこんなことも言っている。ガイウス・ユリウス・カエサルのコレクションの中にアペレスの素晴らしい絵があったが、パラティーノの丘にあったシーザーの屋敷が焼失し、その絵も失われてしまった、と。
アペレスはコス島のアフロディテの絵を描いている途中で死んでしまった。その絵を引き継げるほどの腕を持った画家は誰もいなかったので、その絵は未完成のまま残された。

## 作品
（現存する絵は1枚もないが）アペレスの絵には次のようなものがある。
- 稲妻を操るアレクサンドロス大王 -アレクサンドロス大王とその父ピリッポス2世の数ある肖像画の中の1枚。
- 海から上がるヴィーナス（アフロディテ） - 死ぬ前に取り組んでいたものではなく、初期のもの。大プリニウスによると、モデルはアレクサンドロス大王の愛妾カンパスペだったらしい。一方、アテナイオスによると、有名な高級娼婦フリュネが、エレウシスとポセイドンの祭の期間中、全裸で海で泳いでいたことに想を得たということだ[2]。
- 馬上のアンティゴノス1世像 - 顔の3/4だけ描くことで、その隻眼を巧みに隠した。
- 生贄を捧げる少女たちに取り巻かれたアルテミスの肖像 - 『オデュッセイア』6.102ffから。
- コス島の生贄 - ヘーローダース Herodas の『擬曲』（4.59）から。
- 黒のクレイトスとマケドニアのアルケラオス1世 Archelaus I of Macedon の肖像
- エフェソスのアルテミスの上級祭司の行列
- 誹謗の寓意 - ボッティチェッリの『アペレスの誹謗』にインスピレーションを与えた。

アペレスの絵のいくつかはローマに持ち出された。その中には『海から上がるヴィーナス』もあり、大衆も見られる場所に展示された。他にも、アレクサンドロス大王を描いた2枚の絵（『勝利のカストルとポリュデウケス、アレクサンドロス大王』、『アレクサンドロスの凱旋馬車に続く後ろ手に縛られた戦神』）があったが、後にローマ皇帝クラウディウスがアレクサンドロスの顔を自分の祖父アウグストゥスに描き直させたということである。

## 伝説
作品が失われてしまった以上、アペレスの絵を再現することはほとんど絶望的である。また彼にまつわる話も古代人に頼るしかない現状で、真実なのか捏造されたものかもわからない。現代の考古学者たちは何とかその手掛かりになるものを発見しようと努力したが、まだ見つかっていない。プロトゲネスとの線の描き較べの真偽だが、アテネの赤絵式陶器の装飾を見ると、そのような線を描く能力は当時の画家たちにあったようである。
アペレスはある競争相手に対して寛大な態度を示したと言われている。どういうことかというと、彼の作品を自分の作品として売買して、その絵の価値を高めてやったということである。また、ある点については、他の同時代の画家たちが自分よりも優れていたと認めていた。大プリニウスによると、アペレスはメランティオスの配置（たとえば人物の）、アスクレピオドロス（Asclepiodorus）のmensurae（アスクレピオドロスはシンメトリーとプロポーションの巨匠であったに違いない）を尊敬していた。
アペレスが特に卓越していたのは無限の優美さであったと言われている。おそらくアペレスはそれほどたくさんの色は使わなかったし、複雑な遠近法も避けたと思われる。図案の簡素化、直線の美、表現の魅力がアペレスの美点であったろう。またアペレスは自然主義描写にも優れ、彼が描いたアレクサンドロス大王の手はまるで絵の中から飛び出しているように見えたと言われ、そのことでアペレスを崇拝する無知な批評家たちがいる。しかし実際には、アレクサンドロス大王の時代は理想主義が主流で、おそらくアペレスは、自然を超えた美しさを人物像に与える段階まで達していたのではなかろうか。

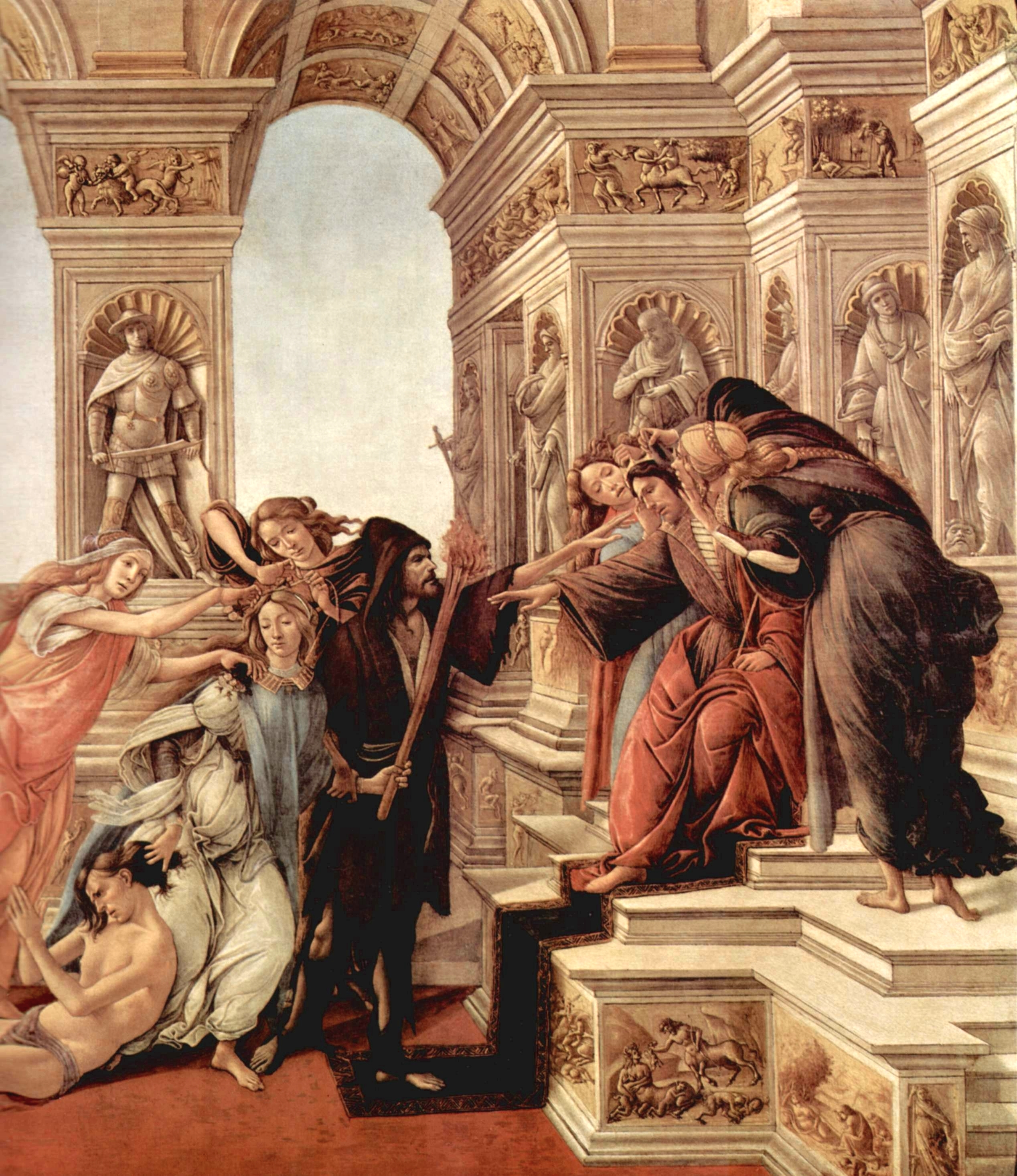
ボッティチェッリ画『アペレスの誹謗』。

大プリニウスはアペレスを語るのに、いくつかの格言を用いていて、おそらくそれはアペレスの絵に関する論文（もちろんそれも失われている）からの引用ではないかと思われる。例を挙げると、プロトゲネスについて「quod manum de tabula scirat（絵を片付けられるのがいつか（彼は知っていた））」。他にも、アペレスには店の前に絵を展示して、通行人が何とコメントするか隠れて見るという習慣があったそうで、ある時、靴の修繕屋がアペレスの絵の靴の描き間違いについてコメントし、アペレスはその夜のうちに間違いを描き直した。翌朝、昨日の靴の修繕屋がそれに気付き、自分の一言がアペレスに影響を与えたことを得意がって、アペレスの足の描き方をあれこれ講釈しはじめた。それを見て、アペレスは隠れていた場所から出てきて、こう言った、「ne supra crepidam sutor iudicaret（靴屋は靴より上のことを判断するべきではない）」。
アペレスの日々の努力について、「Nulla dies sine linea（線を描かない日は1日たりともない）」の格言が伝わっているが、これは大プリニウスが直接言っているわけではなく後世の創作である。
さらに大プリニウスは、アペレスが絵画の有用な革新をいくつもしたと述べている。たとえば、アペレスは絵の保存と色を和らげることの両方に役立つ黒ワニス（大プリニウスは緑礬と言っているが）を作ったが、その秘密はアペレスが墓まで持って行ってしまったと。
大プリニウスのアペレスへの賞賛は際限がないが、アペレスが大胆かつ進歩的な画家の1人であったことは間違いない。それがアペレスの名声となり、 数人のイタリア・ルネサンスの画家たちにアペレスを題材にした絵を描かせることになった。アペレスの作品の理解に繋がればという淡い期待をこめて。ラファエロは『アテナイの学堂』にアペレスの姿を描き（モデルはラファエロ本人）、ボッティチェッリは、アペレスの作品に基づいた『ヴィーナスの誕生』と『アペレスの誹謗』という2枚の絵を描いた。

## アペレスの色
アペレスの時代には4つの色しか知られていなかった。白、黄、赤、黒である。緑、紫、青は、もう少し後になって発見された。

## 出版物
- 大プリニウス『博物誌』xxxv, 91 ff.
- Alfred Woltmann and Karl Woermann, History of Painting, volume i  (English translation, New York, 1886)
- Henry Houssaye, Histoire d'Apelles (Paris, 1867)
- Gustav Wustmann, Apelles' Leben und Werke (Leipzig, 1870)
- Ernst H. Gombrich, 'The Heritage of Apelles', The Heritage of Apelles: Studies in the Art of Renaissance, (Cornell University Press: Ithaca, New York, 1976), pp 3-18.